# Mosta Football Club
Il Mosta Football Club, meglio noto semplicemente come Mosta, è una società calcistica maltese con sede nella città di Musta.
Nella stagione 2022-23 ha partecipato alla BOV Premier League, la massima divisione maltese, classificandosi sesto.

## Storia
La società, fondata nel 1935, milita dalla stagione 2011-12 nella massima divisione del campionato maltese.
Nel 2021 il club ha esordito per la prima volta in una competizione europea, venendo eliminato al primo turno di qualificazione della Europa Conference League dallo Spartak Trnava.

## Organico

### Rosa 2022-2023
| N. |                      | Ruolo | Calciatore            |
| -- | -------------------- | ----- | --------------------- |
| 3  | Malta (bandiera)     | A     | William Legault       |
| 6  | Malta (bandiera)     | D     | Roderick Briffa       |
| 8  | Nigeria (bandiera)   | A     | Evo Christ Ememe      |
| 9  | Nigeria (bandiera)   | A     | Victor Mbata          |
| 10 | Nigeria (bandiera)   | C     | Tenebe Precious Linus |
| 11 | Australia (bandiera) | D     | Duane Bonnici         |
| 12 | Nigeria (bandiera)   | P     | Ini Etim Akpan        |
| 13 | Malta (bandiera)     | C     | Clayton Failla        |
| 14 | Giappone (bandiera)  | C     | Kaishu Yamazaki       |
| 15 | Australia (bandiera) | C     | Mark Lushchayev       |
| 20 | Francia (bandiera)   | D     | Boubakary Diarra      |
| 22 | Malta (bandiera)     | D     | Tyron Farrugia        |
| 24 | Nigeria (bandiera)   | A     | Chidera Okoh          |

| N. |                               | Ruolo | Calciatore                 |
| -- | ----------------------------- | ----- | -------------------------- |
| 30 | Ghana (bandiera)              | D     | Jacob Akrong               |
| 33 | Macedonia del Nord (bandiera) | A     | Andrej Nakov               |
| 43 | Camerun (bandiera)            | D     | Steve Kingue               |
| 74 | Malta (bandiera)              | D     | Jake Vassollo              |
| 77 | Malta (bandiera)              | A     | Zachary Brincat            |
| 98 | Camerun (bandiera)            | C     | Jonas Rodriguez Ekani      |
| 99 | Rep. del Congo (bandiera)     | A     | Férébory Doré              |
|    | Malta (bandiera)              | P     | Andreas Vella              |
|    | Malta (bandiera)              | D     | Kyle Gatt                  |
|    | Malta (bandiera)              | P     | Luciano Camilleri          |
|    | Nigeria (bandiera)            | C     | Hanson Richmond Baratuipre |
|    | Nigeria (bandiera)            | C     | Eziefula Chibueze Glamour  |
|    | Nigeria (bandiera)            | D     | Ibe Joseph Feargod         |

## Rosa 2016-2017
| N. |                       | Ruolo | Calciatore       |
| -- | --------------------- | ----- | ---------------- |
|    | Italia (bandiera)     | P     | Giorgio Nardone  |
|    | Slovacchia (bandiera) | D     | Jaroslav Repa    |
|    | Canada (bandiera)     | D     | Tristan Grant    |
|    | Malta (bandiera)      | C     | Kurt Magro       |
|    | Malta (bandiera)      | C     | Kyle Frendo      |
|    | Malta (bandiera)      | C     | Giancarlo Sammut |
|    | Malta (bandiera)      | C     | Adrian Caruana   |
|    | Malta (bandiera)      | C     | Luke Galea       |

| N. |                                 | Ruolo | Calciatore        |
| -- | ------------------------------- | ----- | ----------------- |
|    | Nigeria (bandiera)              | C     | Onyekachi Okonkwo |
|    | Bosnia ed Erzegovina (bandiera) | C     | Edin Murga        |
|    | Nigeria (bandiera)              | A     | Victor Lucky      |
|    | Camerun (bandiera)              | A     | Njongo Priso      |
|    | Slovacchia (bandiera)           | A     | Martin Vlcek      |
|    | Slovacchia (bandiera)           | A     | Gabriel Bezak     |
|    | Malta (bandiera)                | A     | Kurt Zammit       |

## Rosa 2015-2016
| N. |                    | Ruolo | Calciatore          |
| -- | ------------------ | ----- | ------------------- |
| 3  | Italia (bandiera)  | D     | Antonio Abbatangelo |
| 7  | Nigeria (bandiera) | C     | Mohammed Abdulmalik |
| 8  | Malta (bandiera)   | C     | Kyle Frendo         |
| 14 | Nigeria (bandiera) | C     | Samuel Chukwudi     |
| 15 | Malta (bandiera)   | D     | Adrian Borg         |
| 18 | Nigeria (bandiera) | D     | Alex Cini           |
| 19 | Nigeria (bandiera) | D     | Osa Guobadia        |
| 20 | Malta (bandiera)   | D     | Bryan Agius         |
| 21 | Nigeria (bandiera) | C     | Steve Chiemeka      |
| 22 | Malta (bandiera)   | C     | Wayne Chetcuti      |
| 23 | Malta (bandiera)   | C     | Adrian Farrugia     |

| N. |                     | Ruolo | Calciatore                |
| -- | ------------------- | ----- | ------------------------- |
|    | Malta (bandiera)    | C     | Kurt Magro                |
|    | Malta (bandiera)    | C     | Ryan Grech                |
|    | Malta (bandiera)    | C     | Manolito Micallef         |
|    | Brasile (bandiera)  | C     | Carlinhos                 |
|    | Nigeria (bandiera)  | C     | Emmanuel Ezeth            |
|    | Malta (bandiera)    | A     | Kurt Zammit               |
|    | Bulgaria (bandiera) | A     | Danail Mitev              |
|    | Brasile (bandiera)  | A     | David                     |
|    | Brasile (bandiera)  | A     | Mateus Ribeiro dos Santos |
|    | Nigeria (bandiera)  | A     | Haruna Babangida          |
|    | Nigeria (bandiera)  | A     | Paul Obiefule             |

## Rosa 2012-2013
| N. |                    | Ruolo | Calciatore       |
| -- | ------------------ | ----- | ---------------- |
|    | Malta (bandiera)   | P     | Noel Attard      |
|    | Malta (bandiera)   | P     | Jeffrey Farrugia |
|    | Malta (bandiera)   | D     | Steve Schembri   |
|    | Malta (bandiera)   | D     | Tyron Farrugia   |
|    | Malta (bandiera)   | D     | Pio Vassallo     |
|    | Malta (bandiera)   | D     | Ferdinando Apap  |
|    | Malta (bandiera)   | D     | Steve Bezzina    |
|    | Malta (bandiera)   | D     | Alex Cini        |
|    | Malta (bandiera)   | D     | Jonathan Bajada  |
|    | Malta (bandiera)   | D     | Bryan Agius      |
|    | Nigeria (bandiera) | C     | Steve Chiemeka   |
|    | Malta (bandiera)   | C     | Wayne Chetcuti   |
|    | Malta (bandiera)   | C     | Adrian Farrugia  |

| N. |                     | Ruolo | Calciatore                |
| -- | ------------------- | ----- | ------------------------- |
|    | Malta (bandiera)    | C     | Kurt Magro                |
|    | Malta (bandiera)    | C     | Ryan Grech                |
|    | Malta (bandiera)    | C     | Manolito Micallef         |
|    | Brasile (bandiera)  | C     | Carlinhos                 |
|    | Nigeria (bandiera)  | C     | Emmanuel Ezeth            |
|    | Malta (bandiera)    | A     | Kurt Zammit               |
|    | Bulgaria (bandiera) | A     | Danail Mitev              |
|    | Brasile (bandiera)  | A     | David                     |
|    | Brasile (bandiera)  | A     | Mateus Ribeiro dos Santos |
|    | Italia (bandiera)   | A     | Fabio Vignaroli           |
|    | Nigeria (bandiera)  | A     | Haruna Babangida          |
|    | Nigeria (bandiera)  | A     | Pol Obiefule              |

## Palmarès

### Altri piazzamenti
- Coppa di Malta:

Semifinalista: 2022-2023
- First Division (Malta):

Secondo posto: 2001-2002, 2004-2005